# Der Juxbaron (Film)
Der Juxbaron ist die (noch stumme) Verfilmung einer Operette, die Willi Wolff 1926 in Berlin nach einem von ihm selbst und Robert Liebmann verfassten Drehbuche für die Produktionsgesellschaft seiner Ehefrau, die Ellen Richter-Film GmbH. Berlin, realisierte.
Zugrunde lag die gleichnamige musikalische Posse in drei Akten des Komponisten Walter Kollo und der Librettisten Herman Haller und Alexander Siegmund Pordes, die am 14. November 1913 am Carl-Schultze-Theater in Hamburg uraufgeführt worden war. Zu ihr hatte Wolff die Gesangstexte beigetragen.
In Wolffs Verfilmung spielen mehrere hochkarätige Bühnenschauspieler, z. B. die Komiker Henry Bender, Albert Paulig und Karl Harbacher, die Soubrette Trude Hesterberg und, in der Titelrolle, Reinhold Schünzel mit. Eine kleine Rolle hatte auch die damals noch unbekannte Marlene Dietrich bekommen.

## Handlung
Hans von Grabow, frisch verheiratet, möchte in seinen Flitterwochen nicht gestört werden, schon gar nicht von seiner Schwiegermutter. Als diese mit ihrem Gemahl, Hugo Windisch, zu einem Überraschungsbesuch vor der Türe steht, gibt er den Landstreicher Blaukehlchen als seinen alten Schulfreund Baron von Kimmel aus, der gerade sein Gästezimmer mit Beschlag belegt habe. Doch die Schwiegermutter findet den falschen Schulfreund sympathisch und bittet ihn, zu bleiben, worauf sich dieser häuslich bei den Grabows einrichtet, ihre Spirituosen wegtrinkt und sich mit den örtlichen Honoratioren anfreundet. Er lässt sich sogar von den Windischs dazu überreden, sich mit deren Tochter Sophie zu verloben. Schließlich traut er sich gar, den alten Windisch mitsamt Sophie nachts mit zu einem ‘Lumpenball’ zu nehmen. Doch dann tritt der richtige Baron von Kimmel auf. Nun kommt der Schwindel ans Licht, und Blaukehlchen muss die Verlobung mit Sophie wieder auflösen und sich erneut „auf die Walz“ begeben.

## Hintergrund
Der Film entstand zwischen Oktober und November 1926 in den Ufa-Ateliers Berlin-Tempelhof. Die Filmbauten schuf Ernst Stern; die Begleitmusik zur Uraufführung besorgte Walter Kollo.
Der Film lag der Prüfstelle in Berlin am 20. Dezember 1926 vor und erhielt keine Jugenderlaubnis. Er wurde am 4. März 1927 im Mozartsaal  in Berlin-Schöneberg uraufgeführt. Er wurde in Deutschland von der Parufamet verliehen.
In Frankreich lief der Film unter dem Titel « Le baron imaginaire ».

## Rezeption
Der Film wurde in diversen Zeitungen und Zeitschriften besprochen:
- Parufamet-Programm „Der Juxbaron“, Berlin 1926[5]
- Film-Kurier, Berlin, 9. Jahrgang, Nr. 55, vom 5. März 1927.
- Germania, Berlin, 57. Jahrgang, Nr. 108, vom 5. März 1927.
- 8-Uhr-Abendblatt, Berlin, vom 5. März 1927.
- Neue Berliner Zeitung, Berlin, vom 5. März 1927.
- Der Film, Berlin, 12. Jahrgang, Nr. 5, vom 5. März 1927.
- Vossische Zeitung, Berlin, Nr. 56, vom 6. März 1927, S. 13.
- Lichtbildbühne, Berlin, 20. Jahrgang, Nr. 56, vom 7. März 1927.
- B.Z., Berlin, 50. Jahrgang, Nr. 65, vom 8. März 1927.
- Welt am Abend, Berlin 5. Jahrgang, Nr. 57, vom 9. März 1927.
- Reichsfilmblatt, Berlin, Nr. 10, vom 12. März 1927.
- Berliner Tageblatt, Berlin, 56. Jahrgang, Nr. 122, vom 13. März 1927[6]

Paimanns Filmlisten fanden, dass das Sujet „nur durch Titelwitze zusammengeleimt“ und ansonsten „recht banal“ und „fadenscheinig“ sei. „Schünzel rettet, was noch zu retten ist, auch das übrige Ensemble gibt sich redlich Mühe. Aufmachung und Photographie sind sauber.“

## Wiederaufführung
Das Zeughauskino des Historischen Museums Berlin zeigte Der Juxbaron am Freitag, den 5. Juli 2019 in seiner Reihe „Wiederentdeckt“ mit einer Einführung durch Anjeana K. Hans und Musikbegleitung von David Schwarz.